# إباء إسماعيل
إباء إسماعيل (1962-) هي كاتب سورية ولدت في مدينة حلب السورية، حصلت على إجازة في الأدب الأنكليزي من جامعة تشرين السورية عام 1985، نشرت أولى قصائدها في صحيفة تشرين السورية عام 1985، وشاركت في مهرجان الأدباء الشباب تحت رعاية اتحاد الكتاب العرب (1985-1986).
سافرت إلى الولايات المتحدة في 1986 وأقامت فيها، شارك في تأسيس «رابطة القلم العربية الأمريكية في 1998، وترأسست تحرير مجلة «الصفحات» الصادرة عن الرابطة، وترأست اللجنة الثقافية في «رابطة القلم العربية الأمريكية» (1998-2004)، وترأست تحرير مجلة «صفحات مهجرية» الصادرة ورقياً في ميشغن من عام 2000 حتى عام 2007، وكانت عضو مؤسس في «منظمة أدباء بلا حدود» ونائب الأمين العام في المنظمة.

## مؤلفات
صدرت له عدة أعمال أدبية منها:
- «ديوان خيول الضوء والغربة» وزارة الثقافة السورية، 1999.
- «ديوان أغنيات الروح» اتحاد الكتاب العرب، 2001.[4]
- «ديوان ضوء بلادي» للأطفال - اتحاد الكتاب العرب سورية، 2005.
- «ديوان اشتعالات مُغترِبة» دار المرساة - سوريا 2007.
- «ديوان صحوة النار والياسمين» الهيئة العامّة السورية للكتاب 2009.
- «ديوان أنتَ طفولتي في القصيدة» مطبعة طارق بن زياد 2013.
- «ديوان فراشةٌ في مدار الضوء».
- «ديوان صَوتي هديلُ وطن» مطبعة طارق بن زياد 2015.
- «ديوان حديقةٌ مِن وجَع التُّراب» منشورات اتحاد الكتاب العرب سورية، 2017.
- «ديوان دروبٌ مُضيئة» للأطفال الهيئة العامّة السورية للكتاب 2018.
- «ديوان أُزْهِرُ فيكَ بَنَفْسَجاً».

## جوائز وتكريمات
منحها المجلس الأعلى للثقافة المصري ميدالية في الملتقى الثاني للمبدعات العربيات الذي عًقِدَ في القاهرة في 4 ديسمبر 2019.
حصلت على شهادات تكريم من نادي بنت جبيل الثقافي الاجتماعي في ديترويت، ميشغن في عام 2000، ومن الجمعية الدولية للمترجمين العرب في 2006، وحصلت على درع التكريم من المركز الثقافي العراقي في واشنطن التابع لوزارة الثقافة العراقية لمشاركتها في مهرجان الشعر العراقي في 2011.